# Cambodja op de Olympische Zomerspelen 1996
Cambodja nam deel aan de Olympische Zomerspelen 1996 in Atlanta, Verenigde Staten. 
De vierde deelname was 24 jaar na de derde deelname in 1996. Net als tijdens de drie eerdere deelnames werd er geen medaille gewonnen.

## Deelnemers en resultaten
(m) = mannen, (v) = vrouwen 

### Atletiek
| Olympiër     | Discipline   | Resultaat | Prestatie             |
| ------------ | ------------ | --------- | --------------------- |
| Rithya To    | marathon (m) | 105e      | 2:47.01               |
|              |              |           |                       |
| Ouk Chanthan | 100m (v)     | 56e       | serie 1: 7de in 14,82 |

### Worstelen
| Olympiër       | Discipline  | Resultaat   | Prestatie                                                              |
| Vrije stijl    | Vrije stijl | Vrije stijl | Vrije stijl                                                            |
| -------------- | ----------- | ----------- | ---------------------------------------------------------------------- |
| Vath Chamroeun | -62kg (m)   | 20e         | 1ste ronde: V van RUS Azizov: 0-10 2de ronde: V van AUS Zaslavsky: 0-9 |

### Zwemmen
| Olympiër     | Discipline          | Resultaat | Prestatie                  |
| ------------ | ------------------- | --------- | -------------------------- |
| Lumphat Hem  | 200m vrije slag (m) | DSQ       | serie 1: gediskwalificeerd |
|              |                     |           |                            |
| Hem Reaksmey | 100m schoolslag (v) | 46e       | serie 1: 6de in 1.44,68    |

Afghanistan · Albanië · Algerije · Amerikaanse Maagdeneilanden · Amerikaans-Samoa · Andorra · Angola · Antigua‑Barbuda · Argentinië · Armenië · Aruba · Australië · Azerbeidzjan · Bahama's · Bahrein · Bangladesh · Barbados · België · Belize · Benin · Bermuda · Bhutan · Bolivia · Bosnië en Herzegovina · Botswana · Brazilië · Britse Maagdeneilanden · Brunei · Bulgarije · Burkina Faso · Burundi · Cambodja · Canada · Centraal-Afrikaanse Republiek · Chili · China · Chinees Taipei · Colombia · Comoren · Congo-Brazzaville · Cookeilanden · Costa Rica · Cuba · Cyprus · Denemarken · Djibouti · Dominica · Dominicaanse Republiek · Duitsland · Ecuador · Egypte · El Salvador · Equatoriaal-Guinea · Estland · Ethiopië · Fiji · Filipijnen · Finland · Frankrijk · Gabon · Gambia · Georgië · Ghana · Grenada · Griekenland · Groot-Brittannië · Guam · Guatemala · Guinee · Guinee-Bissau · Guyana · Haïti · Honduras · Hongarije · Hongkong · Ierland · IJsland · India · Indonesië · Irak · Iran · Israël · Italië · Ivoorkust · Jamaica · Japan · Jemen · Joegoslavië · Jordanië · Kaaimaneilanden · Kaapverdië · Kameroen · Kazachstan · Kenia · Kirgizië · Koeweit · Kroatië · Laos · Lesotho · Letland · Libanon · Liberia · Libië · Liechtenstein · Litouwen · Luxemburg ·  Macedonië · Madagaskar · Malawi · Malediven · Maleisië · Mali · Malta · Marokko · Mauritanië · Mauritius · Mexico · Moldavië · Monaco · Mongolië · Mozambique · Myanmar · Namibië · Nauru · Nederland · Nederlandse Antillen · Nepal · Nicaragua · Nieuw-Zeeland · Niger · Nigeria · Noord-Korea · Noorwegen · Oeganda · Oekraïne · Oezbekistan · Oman · Oostenrijk · Pakistan · Palestina · Panama · Papoea-Nieuw-Guinea · Paraguay · Peru · Polen · Portugal · Puerto Rico · Qatar · Roemenië · Rusland · Rwanda · Saint Kitts en Nevis · Saint Lucia · Saint Vincent en Grenadines · Salomonseilanden · Samoa · San Marino · Sao Tomé en Principe · Saoedi-Arabië · Senegal · Seychellen · Sierra Leone · Singapore · Slovenië · Slowakije · Soedan · Somalië · Spanje · Sri Lanka · Suriname · Swaziland · Syrië · Tadzjikistan · Tanzania · Thailand · Togo · Tonga · Trinidad en Tobago · Tsjaad · Tsjechië · Tunesië · Turkije · Turkmenistan · Uruguay · Vanuatu · Venezuela · Verenigde Arabische Emiraten · Verenigde Staten · Vietnam · Wit-Rusland · Zaïre · Zambia · Zimbabwe · Zuid-Afrika · Zuid-Korea · Zweden · Zwitserland